# Don Sebesky
Don Sebesky (10. prosince 1937, Perth Amboy – 29. dubna 2023) byl americký jazzový pozounista, klávesista, hudební aranžér a skladatel. Studoval na Manhattan School of Music a svou profesionální kariéru zahájil ve druhé polovině padesátých let. Během své kariéry vydal řadu alb jako leader a spolupracoval s mnoha hudebníky, mezi které patří například John Pizzarelli, Milt Jackson, Randy Brecker a Airto Moreira. Byl držitelem řady ocenění, jako například Grammy, Drama Desk nebo Tony.